# Kenneth Scicluna
Kenneth Scicluna (* 15. Juni 1979 in Pietà) ist ein ehemaliger maltesischer Fußballspieler.

## Karriere

### Verein
Scicluna begann das Fußballspielen beim Jugendverein Luqa St. Andrew’s, von wo er später zum Floriana FC wechselte. Dort konnte er sich nicht durchsetzen und ging zurück zum Luqa St. Andrew’s. Dort spielte er drei erfolgreiche Jahre. Des Weiteren spielte er dann für St. Patrick FC, FC Birkirkara, Qormi FC und FC Valletta.

### Nationalmannschaft
Für die Nationalmannschaft Malta kam er zwischen 2005 und 2010 zu 25 Länderspielen.